# Dariusz Rosati
Pour les articles homonymes, voir Rosati (homonymie).
Dariusz Kajetan Rosati, né le 8 août 1946 à Radom (Pologne), est un économiste et homme politique polonais, de père italien, membre de la Plate-forme civique (PO). Il est membre du Parlement européen de 2004 à 2009, puis de nouveau de 2014 à 2019.

## Biographie
Dariusz Rosati a fait des études d'économie à la faculté de commerce extérieur de l’École des hautes études commerciales de Varsovie (alors École centrale de planification et de statistiques, SGPiS) et de mathématiques à l'université de Varsovie.

### Carrière à l'époque communiste
Dariusz Rosati, membre du Parti ouvrier unifié polonais jusqu'à la dissolution de celui-ci en 1990, exerce différents emplois de haut fonctionnaire en Pologne ou dans des ambassades de Pologne à l'étranger et auprès d'organisations internationales.
En 1986–1987, il est professeur invité à l'université de Princeton.

### Carrière depuis le rétablissement de la démocratie
Membre de l'au titre de l'Alliance de la gauche démocratique, il est ministre des Affaires étrangères de 1995 à 1997.
Il siège au Parlement européen de 2004 à 2009, élu sur les listes du Social-démocratie de Pologne.
Il s'est progressivement éloigné de la gauche et travaille aujourd'hui avec les partis du centre, se rapprochant en 2011 de la Plate-forme civique (PO) parti libéral de Donald Tusk au pouvoir à partir de 2007.
Lors des élections législatives de 2011, il devient député à la Diète, élu sur une liste présentée par la Plate-forme civique (PO).
Lors des élections européennes de 2014, il est de nouveau élu au Parlement européen. Il siège jusqu'en 2019.